# Tu'i Ha'a Takala'ua

Tongas flagga

Tu'i Ha'a Takala'ua, eller Tu'i Ha'atakalaua, var en dynasti i Tonga i södra Stilla havet.
Denna dynasti styrde landet under det tonganska imperiet där man samregerade med Tu'i Kanokupolu-dynastin. Ätten grundades redan tidigare men blev härskande först i och med Mo'ungāmotu'a kring 1470 som var son till Takala'ua (23:e kung i Tu'i Tonga-dynastin). Medan den äldre brodern Kau'ulu'fonua I jagade sin fars mördare övertog Mo'ungāmotu'a den världsliga makten medan Tu'i Tonga behöll den religiösa makten.
Dynastin styrde fram till cirka 1610 då den faktiska makten avträddes till Tu'i Kanokupolu-dynastin även om man formellt samregerade. Den siste ättlingen i dynastin Mulikihaamea dog den 10 maj 1799.
Tonga är förutom territoriet Tuvalu den enda monarkin bland önationerna i Stilla havet.

## Regenter
Det saknas säker information om regenterna faktiska regeringstid då inre stridigheter ledde till ständiga maktskiftningar.
1. Mo'ungāmotu'a
2. Tanekitonga
3. Vaematoka
4. Siulangapō
5. Vakalahimoheuli
6. Mounga o Tonga
7. Fotofili
8. Vaea
9. Moeakiola
10. Tatafu
11. Kafoamotalau
12. Tuionukulave
13. Silivakaifanga
14. Fuatakifolaha
15. Tupoulahi
16. Maealiuaki
17. Mumui
18. Toafunaki
19. Mulikihaamea

Från och med kung Mounga o Tongas tillträde har ämbetet endast begränsad makt.